# Élections municipales de 2017 dans Les Appalaches
Pour un article plus général, voir Élections municipales de 2017 en Chaudière-Appalaches.
Cet article concerne les élections municipales de 2017 en Chaudière-Appalaches dans la municipalité régionale de comté des Appalaches.

## Adstock
| Candidats pour la mairie | Vote            | %               |
| ------------------------ | --------------- | --------------- |
| Pascal Binet (sortant)   | Sans opposition | Sans opposition |

| Candidats district #1 | Vote            | %               |
| --------------------- | --------------- | --------------- |
| Sylvain Jacques       | Sans opposition | Sans opposition |

| Candidats district #2 | Vote | %     |
| --------------------- | ---- | ----- |
| Michel Rhéaume        | 129  | 58,11 |
| Mélanie Shink         | 93   | 41,89 |

| Candidats district #3    | Vote            | %               |
| ------------------------ | --------------- | --------------- |
| Nelson Turgeon (sortant) | Sans opposition | Sans opposition |

| Candidats district #4     | Vote            | %               |
| ------------------------- | --------------- | --------------- |
| Martine Poulin (sortante) | Sans opposition | Sans opposition |

| Candidats district #5             | Vote            | %               |
| --------------------------------- | --------------- | --------------- |
| Nicole Champagne-Binet (sortante) | Sans opposition | Sans opposition |

| Candidats district #6                      | Vote            | %               |
| ------------------------------------------ | --------------- | --------------- |
| Pierre Quirion (sortante d'un autre poste) | Sans opposition | Sans opposition |

- Démission de Martine Poulin (conseillère #4) en automne 2019[1].

- Élection de Jean Roy au poste de conseiller #4 le 13 octobre 2019[1].

| Candidats district #4 | Vote | % |
| --------------------- | ---- | - |
| Jean Roy              |      |   |

## Beaulac-Garthby
| Candidats pour la mairie     | Vote            | %               |
| ---------------------------- | --------------- | --------------- |
| Isabelle Gosselin (sortante) | Sans opposition | Sans opposition |

| Candidats conseiller #1         | Vote            | %               |
| ------------------------------- | --------------- | --------------- |
| Germaine Martin Dion (sortante) | Sans opposition | Sans opposition |

| Candidats conseiller #2  | Vote            | %               |
| ------------------------ | --------------- | --------------- |
| René Thibodeau (sortant) | Sans opposition | Sans opposition |

| Candidats conseiller #3 | Vote            | %               |
| ----------------------- | --------------- | --------------- |
| Jean-Guy Levasseur      | Sans opposition | Sans opposition |

| Candidats conseiller #4 | Vote            | %               |
| ----------------------- | --------------- | --------------- |
| Bruno Martin (sortant)  | Sans opposition | Sans opposition |

| Candidats conseiller #5     | Vote | %     |
| --------------------------- | ---- | ----- |
| Lynda Marceau               | 208  | 65,00 |
| Isabelle Roberge (sortante) | 112  | 35,00 |

| Candidats conseiller #6    | Vote            | %               |
| -------------------------- | --------------- | --------------- |
| Marc Baillargeon (sortant) | Sans opposition | Sans opposition |

- Démission de René Thibodeau (conseillère #2) le 28 octobre 2019[2].

- Démission de Germaine Martin Dion (conseillère #1) le 20 décembre 2019[3].

- Christine Pinard siège au conseil municipal à titre de conseiller #2 à partir du 2 mars 2020[4].

| Candidats conseiller #2 | Vote | % |
| ----------------------- | ---- | - |
| Christine Pinard        |      |   |

- Jean-Sébastien Bergeron siège au conseil municipal à titre de conseiller #1 à partir du 6 avril 2020[5].

| Candidats conseiller #1 | Vote | % |
| ----------------------- | ---- | - |
| Jean-Sébastien Bergeron |      |   |

- Démission de Lynda Marceau (conseillère #5) le 29 juin 2020[6].

- Démission de Christine Pinard (conseillère #2) le 24 avril 2021[7].

## Disraeli (paroisse)
| Partis                         | Partis                | Candidats pour la mairie                    | Vote | %     |
| ------------------------------ | --------------------- | ------------------------------------------- | ---- | ----- |
|                                | Équipe Jacynthe Patry | Jacynthe Patry                              | 459  | 62,11 |
|                                | Indépendant           | Michel Bourgault (sortant d'un autre poste) | 280  | 37,89 |
| Taux de participation : 68,3 % |                       |                                             |      |       |

| Partis | Partis                | Candidats conseiller #1 | Vote | %     |
| ------ | --------------------- | ----------------------- | ---- | ----- |
|        | Équipe Jacynthe Patry | Nancy Lefebvre          | 436  | 59,89 |
|        | Indépendant           | Rock Lessard (sortant)  | 292  | 40,11 |

| Partis | Partis      | Candidats conseiller #2  | Vote            | %               |
| ------ | ----------- | ------------------------ | --------------- | --------------- |
|        | Indépendant | Roberto Ardito (sortant) | Sans opposition | Sans opposition |

| Partis | Partis      | Candidats conseiller #3 | Vote            | %               |
| ------ | ----------- | ----------------------- | --------------- | --------------- |
|        | Indépendant | Daniel Béliveau         | Sans opposition | Sans opposition |

| Partis | Partis                | Candidats conseiller #4  | Vote | %     |
| ------ | --------------------- | ------------------------ | ---- | ----- |
|        | Équipe Jacynthe Patry | Richard Lapalme          | 422  | 58,94 |
|        | Indépendant           | Gérard Fecteau (sortant) | 294  | 41,06 |

| Partis | Partis                | Candidats conseiller #5 | Vote | %     |
| ------ | --------------------- | ----------------------- | ---- | ----- |
|        | Équipe Jacynthe Patry | François Fortier        | 455  | 63,02 |
|        | Indépendant           | Mario Lavoie (sortant)  | 267  | 36,98 |

| Partis | Partis                | Candidats conseiller #6 | Vote | %     |
| ------ | --------------------- | ----------------------- | ---- | ----- |
|        | Équipe Jacynthe Patry | Roger Houde             | 424  | 58,81 |
|        | Indépendant           | Paulo Royer             | 297  | 41,19 |

- Démission de Roberto Anlito (conseiller #2) pour raisons de santé le 1er juillet 2019[8].

- Démission de Richard Lapalme (conseiller #4) pour raisons personnelles le 15 juillet 2019[8].

- Caroline Jacques entre au conseil municipal à titre de conseillère #2 le 6 novembre 2019[9].

| Candidats conseiller #2 | Vote | % |
| ----------------------- | ---- | - |
| Caroline Jacques        |      |   |

- Gérard Fecteau entre au conseil municipal à titre de conseillère #4 le 6 novembre 2019[10].

| Candidats conseiller #4 | Vote | % |
| ----------------------- | ---- | - |
| Gérard Fecteau          |      |   |

## Disraeli (ville)
| Candidats pour la mairie  | Vote            | %               |
| ------------------------- | --------------- | --------------- |
| Jacques Lessard (sortant) | Sans opposition | Sans opposition |

| Candidats district Gervais (1) | Vote | %     |
| ------------------------------ | ---- | ----- |
| Juliette Jalbert (sortante)    | 146  | 59,59 |
| Jean-Yves Landry               | 99   | 40,41 |

| Candidats district Morin (2) | Vote            | %               |
| ---------------------------- | --------------- | --------------- |
| Germain Martin (sortant)     | Sans opposition | Sans opposition |

| Candidats district Laurier (3) | Vote | %     |
| ------------------------------ | ---- | ----- |
| Alain Daigle                   | 85   | 55,56 |
| Pauline T. Poirier (sortante)  | 68   | 44,44 |

| Candidats district Sainte-Luce (4) | Vote            | %               |
| ---------------------------------- | --------------- | --------------- |
| Alain Brochu (sortant)             | Sans opposition | Sans opposition |

| Candidats district Saint-François (5) | Vote            | %               |
| ------------------------------------- | --------------- | --------------- |
| Charles Audet (sortant)               | Sans opposition | Sans opposition |

| Candidats district Champagnat (6) | Vote            | %               |
| --------------------------------- | --------------- | --------------- |
| Rock Rousseau (sortant)           | Sans opposition | Sans opposition |

- Démission de Juliette Jalbert (conseillère #1) le 13 janvier 2021[11].

## East Broughton
| Partis                         | Partis               | Candidats pour la mairie | Vote | %     |
| ------------------------------ | -------------------- | ------------------------ | ---- | ----- |
|                                | Équipe Kaven Mathieu | Kaven Mathieu (sortant)  | 675  | 57,30 |
|                                | Indépendant          | Michel Vachon            | 503  | 42,70 |
| Taux de participation : 67,3 % |                      |                          |      |       |

| Partis | Partis               | Candidats district #1 | Vote | %     |
| ------ | -------------------- | --------------------- | ---- | ----- |
|        | Équipe Kaven Mathieu | Josée St-Pierre       | 143  | 59,58 |
|        | Indépendant          | Jean-François Vachon  | 97   | 40,42 |

| Partis | Partis               | Candidats district #2 | Vote | %     |
| ------ | -------------------- | --------------------- | ---- | ----- |
|        | Indépendante         | Anabel Vachon         | 130  | 62,20 |
|        | Équipe Kaven Mathieu | Michel Gosselin       | 79   | 37,80 |

| Partis | Partis      | Candidats district #3 | Vote | %     |
| ------ | ----------- | --------------------- | ---- | ----- |
|        | Indépendant | Pascal Lessard        | 105  | 74,47 |
|        | Indépendant | David Lavoie          | 36   | 25,53 |

| Partis | Partis               | Candidats district #4 | Vote | %     |
| ------ | -------------------- | --------------------- | ---- | ----- |
|        | Indépendant          | Patrick Bergeron      | 153  | 56,88 |
|        | Équipe Kaven Mathieu | Valéry Gauthier       | 116  | 43,12 |

| Partis | Partis               | Candidats district #5     | Vote | %     |
| ------ | -------------------- | ------------------------- | ---- | ----- |
|        | Indépendant          | Marco Bernard             | 102  | 60,36 |
|        | Équipe Kaven Mathieu | Claude Duchesne (sortant) | 67   | 39,64 |

| Partis | Partis      | Candidats district #6 | Vote            | %               |
| ------ | ----------- | --------------------- | --------------- | --------------- |
|        | Indépendant | François Baril        | Sans opposition | Sans opposition |

- Élection d'Alain Laflamme au poste de conseiller district #4 le 4 novembre 2018[12].

| Alain Laflamme                 | +83 | n/d |
| n/d                            | n/d | n/d |
| Participation : 177 / 339      |     |     |
| Taux de participation : 52,3 % |     |     |

- Départ de Patrick Bergeron (conseiller district #4).

- Démission du maire Kaven Mathieu le 25 novembre 2018 afin de relevé un nouveau défi professionnel et incompatible avec la fonction de maire[13].

- François Baril (conseiller #6 et maire par intérim) est élu maire par acclamation le 21 décembre 2018[14].

| Candidats pour la mairie                  | Vote            | %               |
| ----------------------------------------- | --------------- | --------------- |
| François Baril (sortant d'un autre poste) | Sans opposition | Sans opposition |

- Émilie Roberge entre au conseil municipal à titre de conseillère du district #6 en mars 2019[15].

| Candidats district #6 | Vote            | %               |
| --------------------- | --------------- | --------------- |
| Émilie Roberge        | Sans opposition | Sans opposition |

## Irlande
| Candidats pour la mairie                       | Vote | %     |
| ---------------------------------------------- | ---- | ----- |
| Jean-François Hamel (sortant d'un autre poste) | 159  | 39,26 |
| Réjean Vézina (sortante d'un autre poste)      | 128  | 31,60 |
| François Décary                                | 118  | 29,14 |
| Taux de participation : 52,6 %                 |      |       |

| Candidats conseiller #1 | Vote            | %               |
| ----------------------- | --------------- | --------------- |
| Martin Turcotte         | Sans opposition | Sans opposition |

| Candidats conseiller #2 | Vote | %     |
| ----------------------- | ---- | ----- |
| Jenny Martineau         | 281  | 72,61 |
| Pascal Gourdeau         | 106  | 27,39 |

| Candidats conseiller #3 | Vote            | %               |
| ----------------------- | --------------- | --------------- |
| Bruno Boutin            | Sans opposition | Sans opposition |

| Candidats conseiller #4 | Vote            | %               |
| ----------------------- | --------------- | --------------- |
| François-Pierre Nadeau  | Sans opposition | Sans opposition |

| Candidats conseiller #5 | Vote            | %               |
| ----------------------- | --------------- | --------------- |
| Caroline Nadeau         | Sans opposition | Sans opposition |

| Candidats conseiller #6            | Vote            | %               |
| ---------------------------------- | --------------- | --------------- |
| Maggie Lamothe-Boudreau (sortante) | Sans opposition | Sans opposition |

- Démission de Maggie Lamothe-Boudreau (conseillère #6) peu avant le 8 juillet 2019[16].

- Élection par acclamation d'Aude Fournier, ancienne conseillère élue en 2013, au poste de conseillère #6 le 27 septembre 2019[17].

| Candidats conseiller #5 | Vote            | %               |
| ----------------------- | --------------- | --------------- |
| Aude Fournier           | Sans opposition | Sans opposition |

- Démission de Caroline Nadeau (conseillère #5) peu avant le 12 avril 2021[18].

## Kinnear's Mills
| Candidats pour la mairie       | Vote | %     |
| ------------------------------ | ---- | ----- |
| Paul Vachon (sortant)          | 211  | 77,29 |
| Marquis Bédard                 | 62   | 22,71 |
| Taux de participation : 70,2 % |      |       |

| Candidats conseiller #1            | Vote | %     |
| ---------------------------------- | ---- | ----- |
| Michelle Bernier Pageau (sortante) | 143  | 52,77 |
| Josyane Dufresne Dubois            | 128  | 47,23 |

| Candidats conseiller #2 | Vote            | %               |
| ----------------------- | --------------- | --------------- |
| Roger Gosselin          | Sans opposition | Sans opposition |

| Candidats conseiller #3 | Vote            | %               |
| ----------------------- | --------------- | --------------- |
| Michel Breton (sortant) | Sans opposition | Sans opposition |

| Candidats conseiller #4 | Vote            | %               |
| ----------------------- | --------------- | --------------- |
| Richard Dubois          | Sans opposition | Sans opposition |

| Candidats conseiller #5 | Vote            | %               |
| ----------------------- | --------------- | --------------- |
| James Allan (sortant)   | Sans opposition | Sans opposition |

| Candidats conseiller #6 | Vote            | %               |
| ----------------------- | --------------- | --------------- |
| Carl Dubois (sortant)   | Sans opposition | Sans opposition |

- Démission de Michelle Pageau (conseillère #1) peu avant le 7 décembre 2020[19].

- Élection de Robert Sanfaçon au poste de conseiller #1 en février 2021[20].

| Candidats conseiller #1 | Vote | % |
| ----------------------- | ---- | - |
| Robert Sanfaçon         |      |   |

## Sacré-Cœur-de-Jésus
| Candidats pour la mairie | Vote            | %               |
| ------------------------ | --------------- | --------------- |
| Guy Roy (sortant)        | Sans opposition | Sans opposition |

| Candidats conseiller #1 | Vote            | %               |
| ----------------------- | --------------- | --------------- |
| André Giguère           | Sans opposition | Sans opposition |

| Candidats conseiller #2 | Vote            | %               |
| ----------------------- | --------------- | --------------- |
| Jason Nadeau            | Sans opposition | Sans opposition |

| Candidats conseiller #3      | Vote            | %               |
| ---------------------------- | --------------- | --------------- |
| Francine Lefebvre (sortante) | Sans opposition | Sans opposition |

| Candidats conseiller #4 | Vote            | %               |
| ----------------------- | --------------- | --------------- |
| Alain Faucher (sortant) | Sans opposition | Sans opposition |

| Candidats conseiller #5   | Vote            | %               |
| ------------------------- | --------------- | --------------- |
| Valmond Lessard (sortant) | Sans opposition | Sans opposition |

| Candidats conseiller #6 | Vote | %     |
| ----------------------- | ---- | ----- |
| Daniel Paré (sortant)   | 155  | 78,28 |
| Steve Vachon            | 43   | 21,72 |

- Élection par acclamation de François Paré au poste de conseiller #3, à la suite de la démission de Francine Lefebvre en novembre 2018[21].

| Candidats conseiller #3 | Vote            | %               |
| ----------------------- | --------------- | --------------- |
| François Paré           | Sans opposition | Sans opposition |

## Saint-Adrien-d'Irlande
Aucune candidature à la mairie
Un avis juridique permet à la mairesse sortante, Jessika Lacombe, de se représenter malgré son déménagement dans la municipalité voisine d'Irlande.
| Candidats pour la mairie   | Vote            | %               |
| -------------------------- | --------------- | --------------- |
| Jessika Lacombe (sortante) | Sans opposition | Sans opposition |

| Candidats conseiller #1 | Vote            | %               |
| ----------------------- | --------------- | --------------- |
| Rock Côté (sortant)     | Sans opposition | Sans opposition |

| Candidats conseiller #2   | Vote            | %               |
| ------------------------- | --------------- | --------------- |
| Vanessa Daigle (sortante) | Sans opposition | Sans opposition |

| Candidats conseiller #3               | Vote            | %               |
| ------------------------------------- | --------------- | --------------- |
| Solanges Thibault Turcotte (sortante) | Sans opposition | Sans opposition |

| Candidats conseiller #4   | Vote            | %               |
| ------------------------- | --------------- | --------------- |
| Dannie Mercier (sortante) | Sans opposition | Sans opposition |

| Candidats conseiller #5 | Vote            | %               |
| ----------------------- | --------------- | --------------- |
| Carl Croteau            | Sans opposition | Sans opposition |

| Candidats conseiller #6 | Vote            | %               |
| ----------------------- | --------------- | --------------- |
| Claude Blais (sortant)  | Sans opposition | Sans opposition |

- Démission de Vanessa Daigle (conseillère #2) peu avant le 5 mars 2018[23].

- Démission de Dannie Mercier (conseillère #4) peu avant le 2 juillet 2018[24].

- André Mercier et Patricia Dubois entrent au conseil municipal respectivement à titre de conseiller #2 et #4 le 4 septembre 2018[25].

| Candidats conseiller #2 | Vote | % |
| ----------------------- | ---- | - |
| André Mercier           |      |   |

| Candidats conseiller #4 | Vote | % |
| ----------------------- | ---- | - |
| Patricia Dubois         |      |   |

- Démission de Solange Thibault (conseillère #3) peu avant le 2 juillet 2019[26].

- Mélissa Turgeon entre au conseil à titre de conseillère #3 le 7 octobre 2019[27].

| Candidats conseiller #3 | Vote | % |
| ----------------------- | ---- | - |
| Mélissa Turgeon         |      |   |

## Saint-Fortunat
| Candidats pour la mairie | Vote            | %               |
| ------------------------ | --------------- | --------------- |
| Denis Fortier (sortant)  | Sans opposition | Sans opposition |

| Candidats conseiller #1 | Vote            | %               |
| ----------------------- | --------------- | --------------- |
| Rosaire Dubé (sortant)  | Sans opposition | Sans opposition |

| Candidats conseiller #2 | Vote            | %               |
| ----------------------- | --------------- | --------------- |
| Lyne Girard (sortante)  | Sans opposition | Sans opposition |

| Candidats conseiller #3    | Vote            | %               |
| -------------------------- | --------------- | --------------- |
| François Boilard (sortant) | Sans opposition | Sans opposition |

| Candidats conseiller #4    | Vote            | %               |
| -------------------------- | --------------- | --------------- |
| Véronique Bégin (sortante) | Sans opposition | Sans opposition |

| Candidats conseiller #5  | Vote            | %               |
| ------------------------ | --------------- | --------------- |
| Michel Poirier (sortant) | Sans opposition | Sans opposition |

| Candidats conseiller #6     | Vote            | %               |
| --------------------------- | --------------- | --------------- |
| Stéphanie Vallée (sortante) | Sans opposition | Sans opposition |

## Saint-Jacques-de-Leeds
| Candidats pour la mairie       | Vote | %     |
| ------------------------------ | ---- | ----- |
| Philippe Chabot                | 278  | 74,73 |
| Camille David (sortant)        | 94   | 25,27 |
| Taux de participation : 69,1 % |      |       |

| Candidats conseiller #1     | Vote            | %               |
| --------------------------- | --------------- | --------------- |
| Alexandre Malette (sortant) | Sans opposition | Sans opposition |

| Candidats conseiller #2  | Vote            | %               |
| ------------------------ | --------------- | --------------- |
| Jérôme Fillion (sortant) | Sans opposition | Sans opposition |

| Candidats conseiller #3 | Vote | %     |
| ----------------------- | ---- | ----- |
| Marc-André Routhier     | 338  | 90,13 |
| Daniel Vachon           | 37   | 9,87  |

| Candidats conseiller #4  | Vote            | %               |
| ------------------------ | --------------- | --------------- |
| Richard Bédard (sortant) | Sans opposition | Sans opposition |

| Candidats conseiller #5 | Vote            | %               |
| ----------------------- | --------------- | --------------- |
| René Breton             | Sans opposition | Sans opposition |

| Candidats conseiller #6 | Vote            | %               |
| ----------------------- | --------------- | --------------- |
| Roger Cyr (sortant)     | Sans opposition | Sans opposition |

- Andréa Gosselin remplace Jérôme Fillion à titre de conseillère #2 entre novembre 2017 et janvier 2019.

- Décès de Richard Bédard (conseiller #4) le 28 juin 2019[28].

- Cindy Grenier entre au conseil municipal à titre de conseillère #4 le 7 octobre 2019[29].

| Candidats conseiller #4 | Vote | % |
| ----------------------- | ---- | - |
| Cindy Grenier           |      |   |

- Démission de Cindy Grenier (conseillère #4) peu avant le 7 décembre 2020[30].

## Saint-Jacques-le-Majeur-de-Wolfestown
| Candidats pour la mairie | Vote            | %               |
| ------------------------ | --------------- | --------------- |
| Steven Laprise (sortant) | Sans opposition | Sans opposition |

| Candidats conseiller #1    | Vote            | %               |
| -------------------------- | --------------- | --------------- |
| Dominique Daigle (sortant) | Sans opposition | Sans opposition |

| Candidats conseiller #2 | Vote            | %               |
| ----------------------- | --------------- | --------------- |
| Jules Bédard (sortant)  | Sans opposition | Sans opposition |

| Candidats conseiller #3 | Vote            | %               |
| ----------------------- | --------------- | --------------- |
| Gérald Lemay (sortant)  | Sans opposition | Sans opposition |

| Candidats conseiller #4 | Vote            | %               |
| ----------------------- | --------------- | --------------- |
| Marc-André Grenier      | Sans opposition | Sans opposition |

| Candidats conseiller #5 | Vote            | %               |
| ----------------------- | --------------- | --------------- |
| Michel Côté (sortant)   | Sans opposition | Sans opposition |

| Candidats conseiller #6 | Vote            | %               |
| ----------------------- | --------------- | --------------- |
| Josy Belzil (sortante)  | Sans opposition | Sans opposition |

## Saint-Jean-de-Brébeuf
| Candidats pour la mairie | Vote            | %               |
| ------------------------ | --------------- | --------------- |
| Ghislain Hamel (sortant) | Sans opposition | Sans opposition |

| Candidats conseiller #1      | Vote            | %               |
| ---------------------------- | --------------- | --------------- |
| Ghislain Champagne (sortant) | Sans opposition | Sans opposition |

| Candidats conseiller #2 | Vote            | %               |
| ----------------------- | --------------- | --------------- |
| Gervais Côté (sortant)  | Sans opposition | Sans opposition |

| Candidats conseiller #3 | Vote            | %               |
| ----------------------- | --------------- | --------------- |
| Jean Pronovost          | Sans opposition | Sans opposition |

| Candidats conseiller #4 | Vote            | %               |
| ----------------------- | --------------- | --------------- |
| Brent Maxwell           | Sans opposition | Sans opposition |

| Candidats conseiller #5   | Vote            | %               |
| ------------------------- | --------------- | --------------- |
| Raymond Dempsey (sortant) | Sans opposition | Sans opposition |

| Candidats conseiller #6 | Vote            | %               |
| ----------------------- | --------------- | --------------- |
| Hélène Cimon (sortante) | Sans opposition | Sans opposition |

## Saint-Joseph-de-Coleraine
| Candidats pour la mairie                 | Vote | %     |
| ---------------------------------------- | ---- | ----- |
| Gaston Nadeau (sortant d'un autre poste) | 560  | 59,38 |
| Josette Vaillancourt                     | 383  | 40,62 |
| Taux de participation : 60,0 %           |      |       |

| Candidats conseiller #1 | Vote            | %               |
| ----------------------- | --------------- | --------------- |
| Normand Baker (sortant) | Sans opposition | Sans opposition |

| Candidats conseiller #2 | Vote            | %               |
| ----------------------- | --------------- | --------------- |
| René Bégin              | Sans opposition | Sans opposition |

| Candidats conseiller #3 | Vote | %     |
| ----------------------- | ---- | ----- |
| André Cloutier          | 645  | 69,81 |
| Pierre Paré             | 279  | 30,19 |

| Candidats conseiller #4    | Vote            | %               |
| -------------------------- | --------------- | --------------- |
| Cynthia Leblanc (sortante) | Sans opposition | Sans opposition |

| Candidats conseiller #5  | Vote            | %               |
| ------------------------ | --------------- | --------------- |
| Sabrina Caron (sortante) | Sans opposition | Sans opposition |

| Candidats conseiller #6 | Vote | %     |
| ----------------------- | ---- | ----- |
| Steve Tardif            | 543  | 58,96 |
| Mario Ouellet           | 332  | 36,05 |
| Raoul Lehoux            | 46   | 4,99  |

## Saint-Julien
| Candidats pour la mairie | Vote            | %               |
| ------------------------ | --------------- | --------------- |
| Jacques Laprise          | Sans opposition | Sans opposition |

| Candidats conseiller #1 | Vote            | %               |
| ----------------------- | --------------- | --------------- |
| David Gouin (sortant)   | Sans opposition | Sans opposition |

| Candidats conseiller #2   | Vote            | %               |
| ------------------------- | --------------- | --------------- |
| Daniel Beaudoin (sortant) | Sans opposition | Sans opposition |

| Candidats conseiller #3 | Vote            | %               |
| ----------------------- | --------------- | --------------- |
| Jean-Baptiste Gouin     | Sans opposition | Sans opposition |

| Candidats conseiller #4 | Vote | %     |
| ----------------------- | ---- | ----- |
| René St-Louis           | 153  | 61,69 |
| Jonathan Lehoux         | 95   | 38,31 |

| Candidats conseiller #5 | Vote | %     |
| ----------------------- | ---- | ----- |
| Jérôme Dubé-Vallée      | 204  | 81,93 |
| Jean-Marie Fortin       | 45   | 18,07 |

| Candidats conseiller #6 | Vote            | %               |
| ----------------------- | --------------- | --------------- |
| Marianne Baril          | Sans opposition | Sans opposition |

## Saint-Pierre-de-Broughton
| Candidats pour la mairie       | Vote | %     |
| ------------------------------ | ---- | ----- |
| France Laroche (sortante)      | 307  | 62,78 |
| Bertrand Gagné                 | 182  | 37,22 |
| Taux de participation : 63,6 % |      |       |

| Candidats conseiller #1    | Vote            | %               |
| -------------------------- | --------------- | --------------- |
| Francine Drouin (sortante) | Sans opposition | Sans opposition |

| Candidats conseiller #2 | Vote            | %               |
| ----------------------- | --------------- | --------------- |
| Chantale Thivierge      | Sans opposition | Sans opposition |

| Candidats conseiller #3   | Vote | %     |
| ------------------------- | ---- | ----- |
| Alexandre Dubuc-Ringuette | 246  | 50,41 |
| Alain St-Hilaire          | 242  | 49,59 |

| Candidats conseiller #4 | Vote | %     |
| ----------------------- | ---- | ----- |
| Danny Paré (sortant)    | 346  | 71,19 |
| Lucien Gagné            | 140  | 28,81 |

| Candidats conseiller #5     | Vote            | %               |
| --------------------------- | --------------- | --------------- |
| Francine Fillion (sortante) | Sans opposition | Sans opposition |

| Candidats conseiller #6 | Vote            | %               |
| ----------------------- | --------------- | --------------- |
| Dave Lachance (sortant) | Sans opposition | Sans opposition |

- Démission de la mairesse France Laroche en août 2019 pour des raisons personnelles[31].
- Démission des conseillers des districts #4, #5 et #6. Ces démission entraînent une perte de quorum et nécessite l'intervention de la Commission municipale du Québec pour administrer la municipalité[31]
- Élection partielle pour combler les postes vacants le 8 décembre 2019[31]
  - Dave Lachance, ancien conseiller du district #6, devient maire de la municipalité et Patricia René devient conseillère du district #4, tous deux par acclamation. Les districts #5 et #6 demeurent vacants[32]

| Candidats pour la mairie                 | Vote            | %               |
| ---------------------------------------- | --------------- | --------------- |
| Dave Lachance (sortant d'un autre poste) | Sans opposition | Sans opposition |

| Candidats conseiller #4 | Vote            | %               |
| ----------------------- | --------------- | --------------- |
| Patricia René           | Sans opposition | Sans opposition |

| Candidats conseiller #5 | Vote | % |
| ----------------------- | ---- | - |
| Aucune candidature      |      |   |

| Candidats conseiller #6 | Vote | % |
| ----------------------- | ---- | - |
| Aucune candidature      |      |   |

- Michel Champagne et Louis Tapp deviennent respectivement conseiller #5 et #6 en cours de mandat.

| Candidats conseiller #5 | Vote | % |
| ----------------------- | ---- | - |
| Michel Champagne        |      |   |

| Candidats conseiller #6 | Vote | % |
| ----------------------- | ---- | - |
| Louis Tapp              |      |   |

- Démission du maire Dave Lachance en raison d'un déménagement en 2020[33].

- Francine Drouin (conseillère #1) devient mairesse en septembre 2020[33].

| Candidats pour la mairie                    | Vote | % |
| ------------------------------------------- | ---- | - |
| Francine Drouin (sortante d'un autre poste) |      |   |

- Guillaume Giroux devient conseiller #1 en remplacement de Francine Drouin[33].

| Candidats conseiller #1 | Vote | % |
| ----------------------- | ---- | - |
| Guillaume Giroux        |      |   |

## Sainte-Clotilde-de-Beauce
| Candidats pour la mairie | Vote            | %               |
| ------------------------ | --------------- | --------------- |
| Gérald Grenier (sortant) | Sans opposition | Sans opposition |

| Candidats conseiller #1 | Vote            | %               |
| ----------------------- | --------------- | --------------- |
| Michel Gagné (sortant)  | Sans opposition | Sans opposition |

| Candidats conseiller #2   | Vote            | %               |
| ------------------------- | --------------- | --------------- |
| David Trépanier (sortant) | Sans opposition | Sans opposition |

| Candidats conseiller #3 | Vote            | %               |
| ----------------------- | --------------- | --------------- |
| Marco Grenier (sortant) | Sans opposition | Sans opposition |

| Candidats conseiller #4  | Vote            | %               |
| ------------------------ | --------------- | --------------- |
| Marco Lachance (sortant) | Sans opposition | Sans opposition |

| Candidats conseiller #5 | Vote            | %               |
| ----------------------- | --------------- | --------------- |
| Jesen Pomerleau         | Sans opposition | Sans opposition |

| Candidats conseiller #6  | Vote            | %               |
| ------------------------ | --------------- | --------------- |
| Robin Rodrigue (sortant) | Sans opposition | Sans opposition |

- Démission de Michel Gagné (conseiller #1) le 6 mai 2019[34].

- Sébastien Lamarre siège au conseil municipal à titre de conseiller #1 le 3 septembre 2019[35].

| Candidats conseiller #1 | Vote | % |
| ----------------------- | ---- | - |
| Sébastien Lamarre       |      |   |

## Sainte-Praxède
| Candidats pour la mairie | Vote            | %               |
| ------------------------ | --------------- | --------------- |
| Daniel Talbot (sortant)  | Sans opposition | Sans opposition |

| Candidats conseiller #1     | Vote            | %               |
| --------------------------- | --------------- | --------------- |
| Jean-François Roy (sortant) | Sans opposition | Sans opposition |

| Candidats conseiller #2 | Vote            | %               |
| ----------------------- | --------------- | --------------- |
| Paul Audet (sortant)    | Sans opposition | Sans opposition |

| Candidats conseiller #3 | Vote | %     |
| ----------------------- | ---- | ----- |
| Jacqueline Demers       | 149  | 58,89 |
| Gilles Gagnon           | 104  | 41,11 |

| Candidats conseiller #4 | Vote            | %               |
| ----------------------- | --------------- | --------------- |
| Martin Bussières        | Sans opposition | Sans opposition |

| Candidats conseiller #5               | Vote | %     |
| ------------------------------------- | ---- | ----- |
| Gilles Deshaies (sortant)             | 134  | 52,14 |
| Manon Roy (sortante d'un autre poste) | 123  | 47,86 |

| Candidats conseiller #6   | Vote            | %               |
| ------------------------- | --------------- | --------------- |
| Gaétan Lapointe (sortant) | Sans opposition | Sans opposition |

- Décès de Gilles Deshaies (conseiller #5) en mai 2018[36].

- Marc Bouliane est élu par acclamation conseiller #5 le 30 septembre 2018[37].

| Candidats conseiller #5 | Vote            | %               |
| ----------------------- | --------------- | --------------- |
| Marc Bouliane           | Sans opposition | Sans opposition |

## Thetford Mines
| Candidats pour la mairie           | Vote  | %     |
| ---------------------------------- | ----- | ----- |
| Marc-Alexandre Brousseau (sortant) | 7 024 | 81,99 |
| David Poulin                       | 1 543 | 18,01 |
| Taux de participation : 41,7 %     |       |       |

| Candidats district #1                       | Vote            | %               |
| ------------------------------------------- | --------------- | --------------- |
| Josée Perreault (sortante d'un autre poste) | Sans opposition | Sans opposition |

| Candidats district #2                       | Vote            | %               |
| ------------------------------------------- | --------------- | --------------- |
| Michel Verreault (sortant d'un autre poste) | Sans opposition | Sans opposition |

| Candidats district #3                        | Vote | %     |
| -------------------------------------------- | ---- | ----- |
| Adam Patry                                   | 546  | 55,10 |
| Denis P. Bergeron (sortant d'un autre poste) | 345  | 34,81 |
| Robert Morisset                              | 100  | 10,09 |

| Candidats district #4 | Vote | %     |
| --------------------- | ---- | ----- |
| Yvan Corriveau        | 516  | 34,61 |
| Daniel Breton         | 376  | 25,22 |
| David Berthiaume      | 302  | 20,25 |
| Andréanne Lachance    | 297  | 19,92 |

| Candidats district #5                            | Vote            | %               |
| ------------------------------------------------ | --------------- | --------------- |
| Jean-François Delisle (sortant d'un autre poste) | Sans opposition | Sans opposition |

| Candidats district #6                     | Vote            | %               |
| ----------------------------------------- | --------------- | --------------- |
| Hélène Martin (sortante d'un autre poste) | Sans opposition | Sans opposition |

| Candidats district #7                    | Vote            | %               |
| ---------------------------------------- | --------------- | --------------- |
| Yves Bergeron (sortant d'un autre poste) | Sans opposition | Sans opposition |

| Candidats district #8                      | Vote | %     |
| ------------------------------------------ | ---- | ----- |
| Lise Delisle                               | 524  | 37,03 |
| Daniel Poudrier (sortant d'un autre poste) | 398  | 28,13 |
| Charles Rouleau                            | 381  | 26,93 |
| Guy Quirion                                | 112  | 7,92  |